# Romain Riguet
Pas d'image ? Cliquez ici

a Compétitions nationales et continentales officielles uniquement.

b Matchs officiels uniquement.
Dernière mise à jour le 16 novembre 2024.
Romain Riguet, né le 10 avril 2001 à Orsay (Essonne), est un joueur français de rugby à XV. Il joue aux postes de centre ou demi d'ouverture au Stade niçois depuis 2024.

## Biographie

### Jeunesse et formation
Né à Orsay, Romain Riguet débute le rugby en Haute-Savoie, fréquentant très jeune le club de Le Môle, basé à Bonneville, avant de passer par Oyonnax à l'âge de 12 ans. Puis, après avoir passé des détections, il intègre le centre de formation du Stade toulousain à partir de 2014,,.
Lors de la saison 2020-2021, il remporte le championnat de France espoirs en battant l'USAP en finale. Il est titulaire au poste de centre lors de cette finale remportée 29 à 22,. L'année suivante, en 2021-2022, il est de nouveau finaliste du championnat de France espoir. Cette fois les Toulousains affrontent le Sade aurillacois. Durant ce match, il est titulaire mais finalement Aurillac s'impose 37 à 26,.
Jeune prometteur, Romain Riguet est présent à plusieurs stages de la fédération française, en moins de 16, moins de 17 et moins de 18 ans. Et c'est avec l'équipe de France des moins de 18 ans qu'il va connaitre plusieurs sélections en 2019, entrant en jeu lors d'une défaite à Cardiff, contre le pays de Galles de Rees-Zammit, puis étant titularisé lors de celle face à l'Angleterre une semaine plus tard.

### Débuts professionnels à Toulouse (2020-2022)
Lors de la saison 2020-2021, Romain Riguet est convoqué pour plusieurs stages au CNR,, avant d'être intégré sur la liste du Pôle France de cette saison. À la fin de 2020, il est appelé pour la première fois avec les moins de 20 ans, aux côtés de joueurs comme Nolann Le Garrec et Matthias Haddad, pour la préparation du Tournoi des Six Nations 2021. Il est convoqué pour jouer ce tournoi en juin 2021. Il joue au total trois matchs, dont un en tant que titulaire, contre l'Italie. Il fait également ses débuts en Top 14 avec le Stade toulousain le 17 avril 2021, lors du match contre le Castres olympique, comptant pour la 21e journée de Top 14 de la saison 2020-2021, où il remplace Dimitri Delibes à la 70e minute. Lors de cette courte défaite à Castres (26 à 24), Romain Riguet s'illustre néanmoins au sein d'une équipe toulousaine particulièrement rajeunie, notamment lors d'un essai initié par Maxime Marty, où le ballon passe par Baptiste Germain avant d'arriver dans les mains de Riguet, dont la passe décisive permet à Matthis Lebel d'aller à la conclusion dans l'en-but,. Il s'agit de son seul match de la saison, et ne jouera pas la saison suivante.

### Prêt à Montauban puis départ à Nice (depuis 2022)
En manque de temps de jeu à Toulouse, Romain Riguet est prêté à l'US Montauban à partir de la saison 2022-2023,. Il joue son premier match avec son nouveau club le 16 septembre 2022, lors de la quatrième journée de Pro D2, face à Béziers. À cette occasion, il inscrit ses premiers points, en réalisant deux transformations. Un mois plus tard, il est titularisé pour la première fois, à l'ouverture, face au Stade aurillacois. Durant cette rencontre, il inscrit deux pénalités.
À l'issue de cette saison en prêt, il est transféré définitivement au Stade niçois, évoluant en Nationale pour la saison 2023-2024,. En fin de saison, les Niçois battent le RC Narbonne en finale du championnat sur le score de 39 à 30 et sont donc promus en Pro D2 après ce titre de champion.

## Statistiques

### En club
| Saison                 | Saison                 | Championnat | Championnat | Championnat | Championnat | Championnat | Championnat | Championnat | Coupe d'Europe                         | Coupe d'Europe                         | Coupe d'Europe                         | Coupe d'Europe                         | Coupe d'Europe                         | Coupe d'Europe                         | Coupe d'Europe                         |
| Saison                 | Saison                 | Compétition | M           | Pts         | Ess.        | Pén.        | Tr.         | Dp.         | Compétition                            | M                                      | Pts                                    | Ess.                                   | Pén.                                   | Tr.                                    | Dp.                                    |
| ---------------------- | ---------------------- | ----------- | ----------- | ----------- | ----------- | ----------- | ----------- | ----------- | -------------------------------------- | -------------------------------------- | -------------------------------------- | -------------------------------------- | -------------------------------------- | -------------------------------------- | -------------------------------------- |
| 2020-2021              | Stade toulousain       | Top 14      | 1           | -           | -           | -           | -           | -           | Coupe d'Europe                         | -                                      | -                                      | -                                      | -                                      | -                                      | -                                      |
| 2021-2022              | Stade toulousain       | Top 14      | -           | -           | -           | -           | -           | -           | Coupe d'Europe                         | -                                      | -                                      | -                                      | -                                      | -                                      | -                                      |
| Total Stade toulousain | Total Stade toulousain | Top 14      | 1           | 0           | 0           | 0           | 0           | 0           | Coupe d'Europe                         | 0                                      | 0                                      | 0                                      | 0                                      | 0                                      | 0                                      |
| 2022-2023              | US Montauban           | Pro D2      | 2           | 10          | -           | 2           | 2           | -           | Pas de qualification en Coupe d'Europe | Pas de qualification en Coupe d'Europe | Pas de qualification en Coupe d'Europe | Pas de qualification en Coupe d'Europe | Pas de qualification en Coupe d'Europe | Pas de qualification en Coupe d'Europe | Pas de qualification en Coupe d'Europe |
| Total US Montauban     | Total US Montauban     | Pro D2      | 2           | 10          | 0           | 2           | 2           | 0           |                                        |                                        |                                        |                                        |                                        |                                        |                                        |
| Total                  | Total                  | Total       | 3           | 10          | 0           | 2           | 2           | 0           | Coupe d'Europe                         | 0                                      | 0                                      | 0                                      | 0                                      | 0                                      | 0                                      |

### Internationales
Romain Riguet a disputé trois matchs avec l'équipe de France des moins de 20 ans en une saison, prenant part à une édition du Tournoi des Six Nations des moins de 20 ans en 2021. Il n'inscrit aucun point.

## Palmarès
- Stade toulousain
  - Vainqueur du Championnat de France espoirs en 2021
  - Finaliste du Championnat de France espoirs en 2022
- Stade niçois
  - Vainqueur du Championnat de France de Nationale en 2024